# Vocabulario en lengua castellana y mexicana
Il Vocabulario en lengua castellana y mexicana è un dizionario bilingue di lingua spagnola e nahuatl scritto da Alonso de Molina, e pubblicato nel 1571.

## Descrizione
Contiene all'incirca 23 600 lemmi, ed è un'evoluzione del precedente Aquí comiença un vocabulario en la lengua castellana y mexicana, che aveva solo la traduzione nel verso spagnolo-nahuatl e non quella nahuatl-spagnolo.
Il Vocabulario di Molina è considerato il dizionario più importante per la lingua nahuatl classica, e si è continuato a ristamparlo fino al XX secolo. Di solito vi si fa riferimento semplicemente col nome di "Molina".